# 洲悠花
洲 悠花（しま ゆうか、本名：松本 淳子（まつもと じゅんこ、旧姓は渡辺）、1960年8月21日 - ）は、元宝塚歌劇団星組娘役スター。現在は主婦。大阪府堺市出身。公称身長160cm、帝塚山学院出身、血液型A型。愛称はじゅんべ。

## 略歴
- 1980年、宝塚歌劇団入団。初舞台は『恋の冒険者たち／フェスタ・フェスタ』。66期生。同期生に安寿ミラ、こだま愛、毬谷友子、梢真奈美、花愛望都、峰丘奈知、千珠晄など。宝塚歌劇団では2年先輩にあたる愛川麻貴は、帝塚山学院の同期生。星組に配属された。
- 星組本公演のエトワールの座を同期の花愛、後輩の出雲綾らと競い、峰さを理・日向薫トップの時代から重要な役の星組を支えた。また紫苑ゆうがトップスターに就任すると、トップ娘役白城あやかに匹敵する「別格娘役」のポジションにつき、『白夜伝説』のシルビア、『うたかたの恋』のステファニー皇太子妃など個性的な役で活躍した。新宝塚大劇場こけら落とし公演の「PARFUM DE PARIS」にも出演した。
- 1994年、宝塚大劇場公演『若き日の唄は忘れじ／ジャンプ・オリエント!』にて退団。本来は宝塚大劇場公演『うたかたの恋／パパラギ』で結婚退団予定であったが、怪我で大劇場公演を休演した紫苑ゆうの復帰を待ち延期、次回作であったこの公演で退団（東京公演には出演せず）。また、本来ならばトップスター・トップ娘役、2番手男役スターなどの退団公演時に開催されるさよならショーを「別格」であった洲の為に実施した。

## 宝塚歌劇団時代の主な舞台
- 1983年
  - 『オルフェウスの窓』アルラウネ（新人公演　本役：桐生のぼる）
  - 『アルジェの男／ザ・ストーム』エリザベート（新人公演　本役：南風まい）
- 1984年
  - 『祝いまんだら／プラス・ワン』プリンセス（新人公演　本役：南風まい）
  - 『我が愛は山の彼方に／ラブ・エキスプレス』ジェリメ（新人公演　本役：南風まい）
- 1985年
  - 『哀しみのコルドバ／ルミエール』アンフェリータ（新人公演　本役：南風まい）
  - 『西海に花散れど』小雪（新人公演　本役：湖条れいか）
- 1986年
  - 『レビュー交響楽』オードリー（新人公演　本役：湖条れいか）
- 1987年
  - 『紫子／ジュビリー・タイム』宮乃
  - 『別離の肖像』ヘンリエッタ
- 1988年
  - 『炎のボレロ』ミランダ
  - 『戦争と平和』アンナ・シュレール
- 1989年
  - 『誓いの首飾り』（バウホール）マーリャ・ニコラーイヴナ
  - ニューヨーク公演参加
  - 『ベルサイユのばら』（東京公演）ロザリー
  - 『シャンテ・シャンテ・シャンテ』（バウホール）
- 1990年
  - 『メイフラワー／宝塚レビュー'90』イザベラ・ランドール
  - 『アポロンの迷宮／ジーザス・ディアマンテ～夢の王の夢～』イヴェット・ルノー／エトワール
  - 『シティライト・メロディ』（バウホール）ポーラ・カレン
- 1991年
  - 『恋人たちの肖像／ナルシス・ノアール』イルマ・シュターレイ夫人
  - 『紫禁城の落日』柳場俊子
  - 『グランサッソの百合』（バウホール）ステラ・オルテペロ
- 1992年
  - 『FANTASTIC “N”』（バウホール）
  - 『白夜伝説／ワンナイト・ミラージュ』シルビア
- 1993年
  - 『うたかたの恋／パパラギ』ステファニー皇太子妃
  - 『ライト&シャドウ』（バウホール）セシル
- 1994年
  - 『若き日の唄は忘れじ／ジャンプ・オリエント！』留伊／春の女神